# Arisaema ramulosum
Arisaema ramulosum är en kallaväxtart som beskrevs av Cornelis Rugier Willem Karel van Alderwerelt van Rosenburgh. Arisaema ramulosum ingår i släktet Arisaema och familjen kallaväxter. Inga underarter finns listade.